# Cocatedral de Santo Domingo de la Calzada
La Cocatedral de Santo Domingo de la Calzada és a la vila de Santo Domingo de la Calzada, a la regió de La Rioja a Espanya. Des de 1959 té el títol de cocatedral al costat de la de Logronyo. El títol de catedral el té la catedral de Calahorra.

## Història
La primitiva església romànica va ser construïda, sota l'advocació del Salvador i Santa María en una parcel·la que Alfons VI de Lleó, va donar el 1098.
Va ser consagrada el 1106 pel bisbe Pedro Nazar, va ser promogut primer de dol·legiata cap a 1158 i de catedral després de 1232, i va ser des de llavors seu del bisbe de Calahorra-La Calzada.
La construcció de l'església actual va començar el 1158 i s'hi va integrar gran part de l'antiga; aquests treballs van ser dirigits pel mestre Garçion. Al segle xvi, la part dreta del transsepte, va ser elevada per fer-hi la tomba de Sant Domènec.
Està construïda com una església de pelegrinatge, ja que es troba en el camí francès a Santiago de Compostel·la, amb un característic deambulatori, després de l'altar major, que permet la circulació dins de la catedral.
El temple va ser declarat Monument Nacional el 3 de juny de 1931.

## Planta
L'edifici presenta planta de creu llatina dividida en tres àmplies naus les quals presenten capelles adossades que, després d'un creuer que es troba marcat en planta i alçat, donen en una capella major que disposa, com és propi en els temples de pelegrinatge, d'una girola o deambulatori rodejada per diferents capelles radials i, la destacada absidiola central. Per la seua banda, el claustre s'obre al costat septentrional on s'uneix a la resta del temple.
Llegenda de la imatge

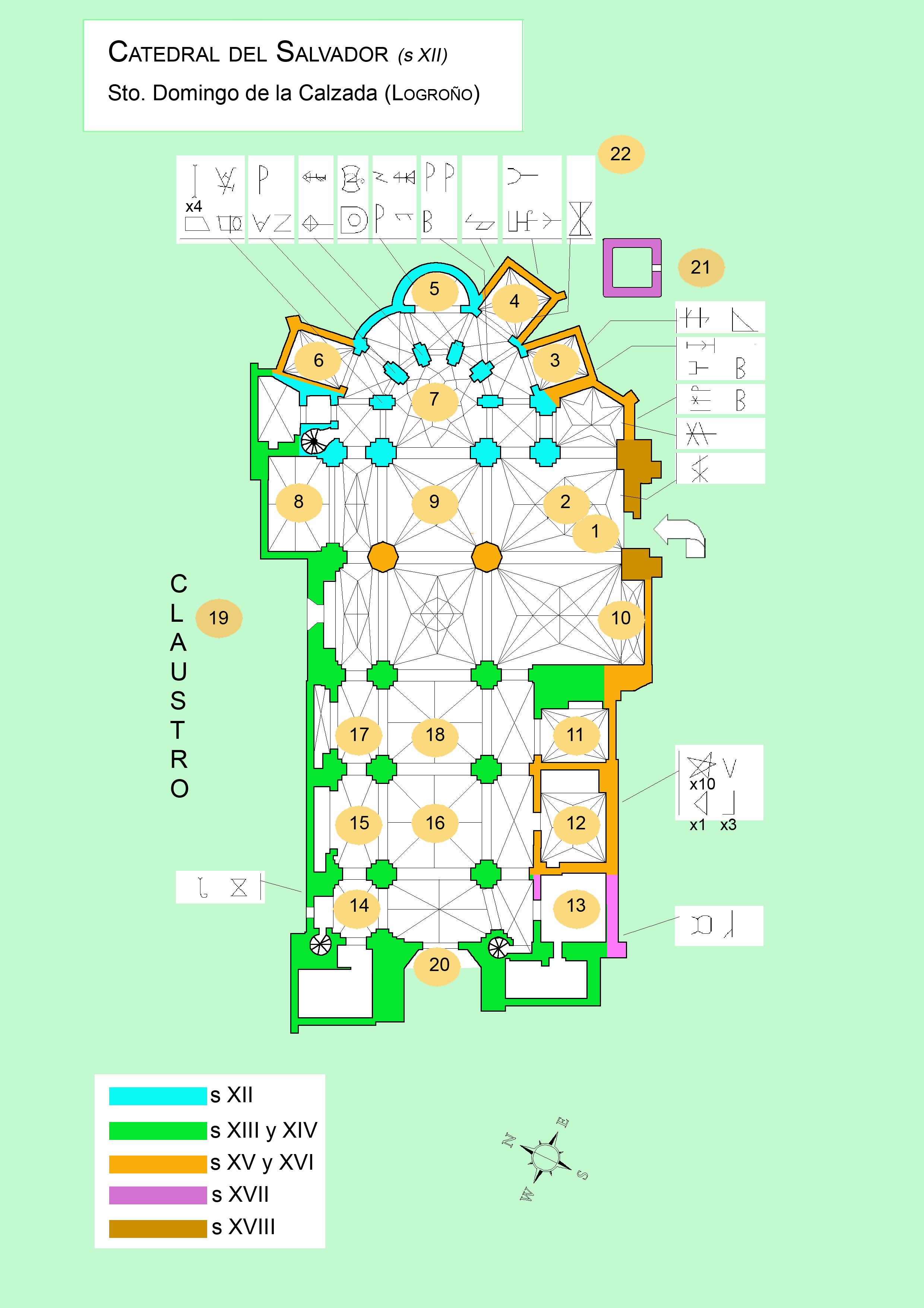
Aprox. a la planta de la Catedral i Marques de cantería.

1. Pòrtic Sud o de Santo Domingo; entrada al temple.
2. Cripta de Santo Domingo de la Calçada i Galliner.
3. Capella de Sant Jaume.
4. Capella de S. Andreu.
5. Capella de Sant Pere.
6. Capella de S. Bartomeu.
7. Altar Major i Deambulatori.
8. Capella de Retaule Major.
9. Creuer.
10. Capella de la Inmaculada.
11. Capella de Hermosilla. Taula dels Miracles.
12. Capella de S. Joan Baptista (o de Sta. Teresa).
13. Baptisteri i Capella dels Màrtirs.
14. Accés a les defenses.
15. Capella de la Magdalena.
16. Trascoro.
17. Capella de la Dolorosa.
18. Cor.
19. Claustre.
20. Pòrtic Oest. Porta de Crist.
21. Torre.
22. Marques de canter.

### Marques de picapedrer
S'han identificat un total de 54 marques de 34 tipus diferents situades a l'interior i l'exterior del temple.

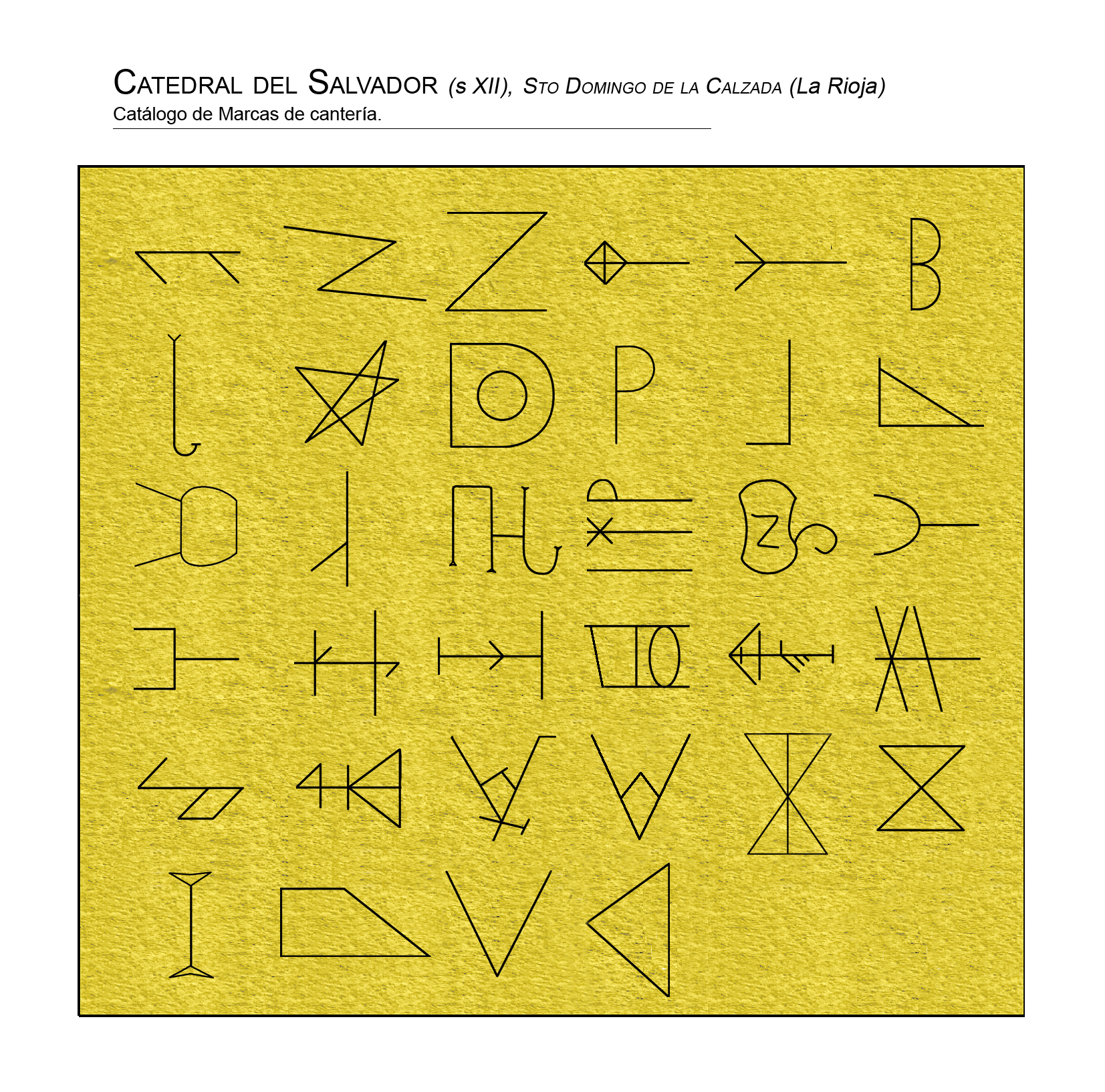
Catàleg de marques de cantería en la Catedral del Salvador. Veure Planta.

| Zona         | Tram | Marques | Tipus |
| ------------ | ---- | ------- | ----- |
| Absis        | ext. | 11      | 10    |
|              | int. | 2       | 2     |
| Deambulatori |      | 21      | 15    |
| Creuer       | sud  | 1       | 1     |
| Façana Sud   | 3    | 15      | 4     |
|              | 4    | 2       | 2     |
| Façana Nord  | 4    | 2       | 2     |

### Modificacions
L'edifici que podem contemplar ara com cocatedral de Santo Domingo de la Calzada és, realment, una amalgama de diferents estils que van des del romànic de la capçalera, fins al barroc del genuí campanar exempt; passant pel cos de naus, que es pot classificar com plenament gòtic i a tot açò cal afegir les diferents reformes i ampliacions que patí durant tota l'Edat Moderna com a conseqüència restauracions, ensorraments o, simplement, pels canvis que cada bisbe anava fet per adequar la seu als gustos i a les modes pròpies de cada moment històric.
Es van realitzar diverses modificacions a la planta original, afegint-s'hi:
- En els segles xiii i xiv: les naus, defenses i pòrtic de la façana oest.
- En el segle xv i xvi: les capelles de l'absis, de la Inmaculada i les dues en els trams 2 i 3 de la façana Sud.
- En el segle xviii el baptisteri del tram dels peus.
- En el segle xviii, la portalada sud.
- La Torre, original del segle xii, va ser reconstruïda en els segle xv i xviii a lloc on és actualment.

## L'exterior
No queden restes de la primitiva església que es construí en temps de sant Domènec, de fet, tan sols mig segle després de la consagració i sota la direcció del Mestre Garçión, les obres d'un edifici molt més ambiciós van començar. Aquest finalment va ser molt simplificat encara que la seua finalització no es produí fins entrats els segles xiii i xiv. S'ha d'observar, com únic vestigi del primer projecte l'absis romànic, amb uns bells permòdols. També cal destacar externament les finestres vidriades, la torre d'estil barroc i les dues portalades.

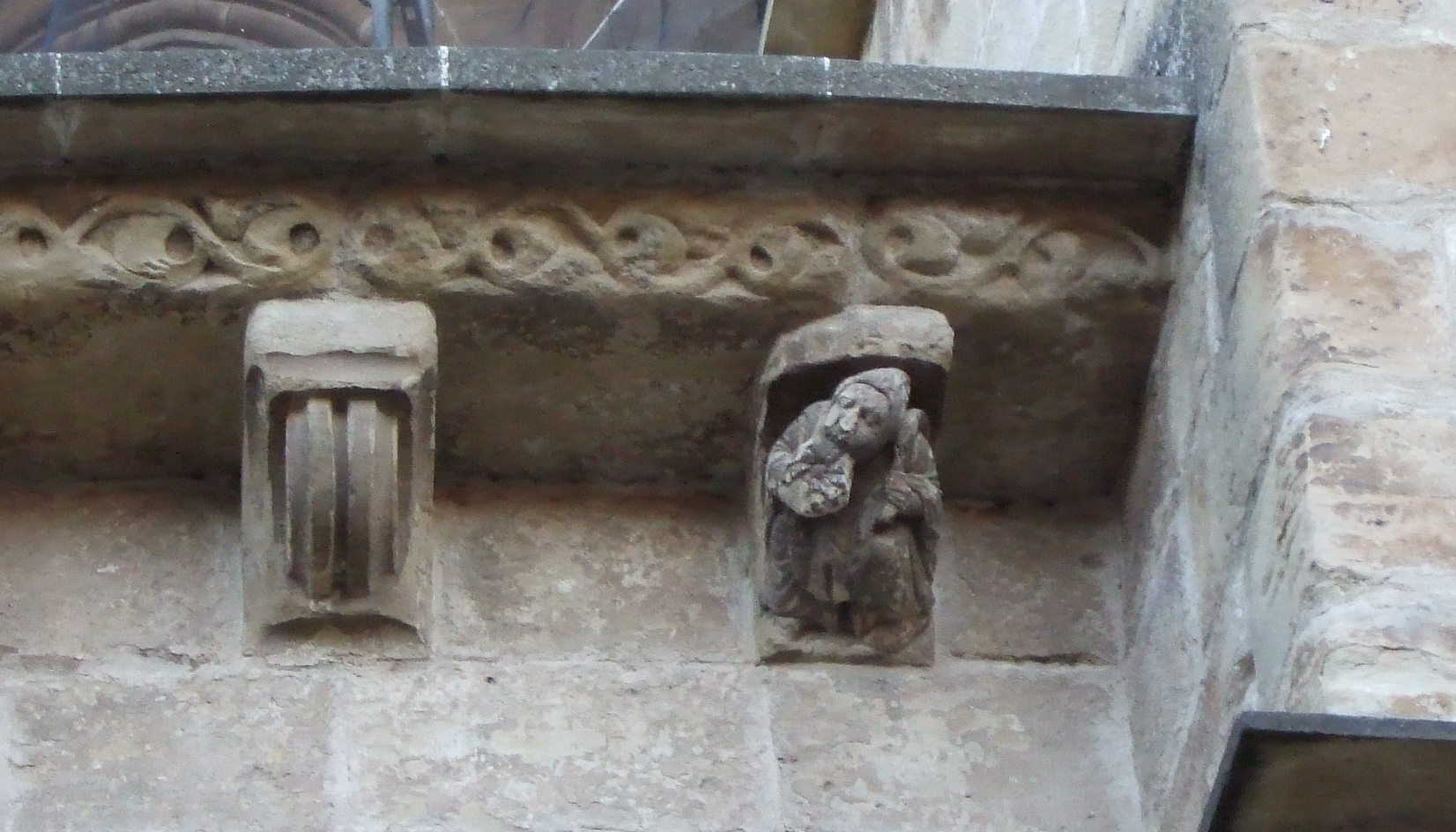
permòdols
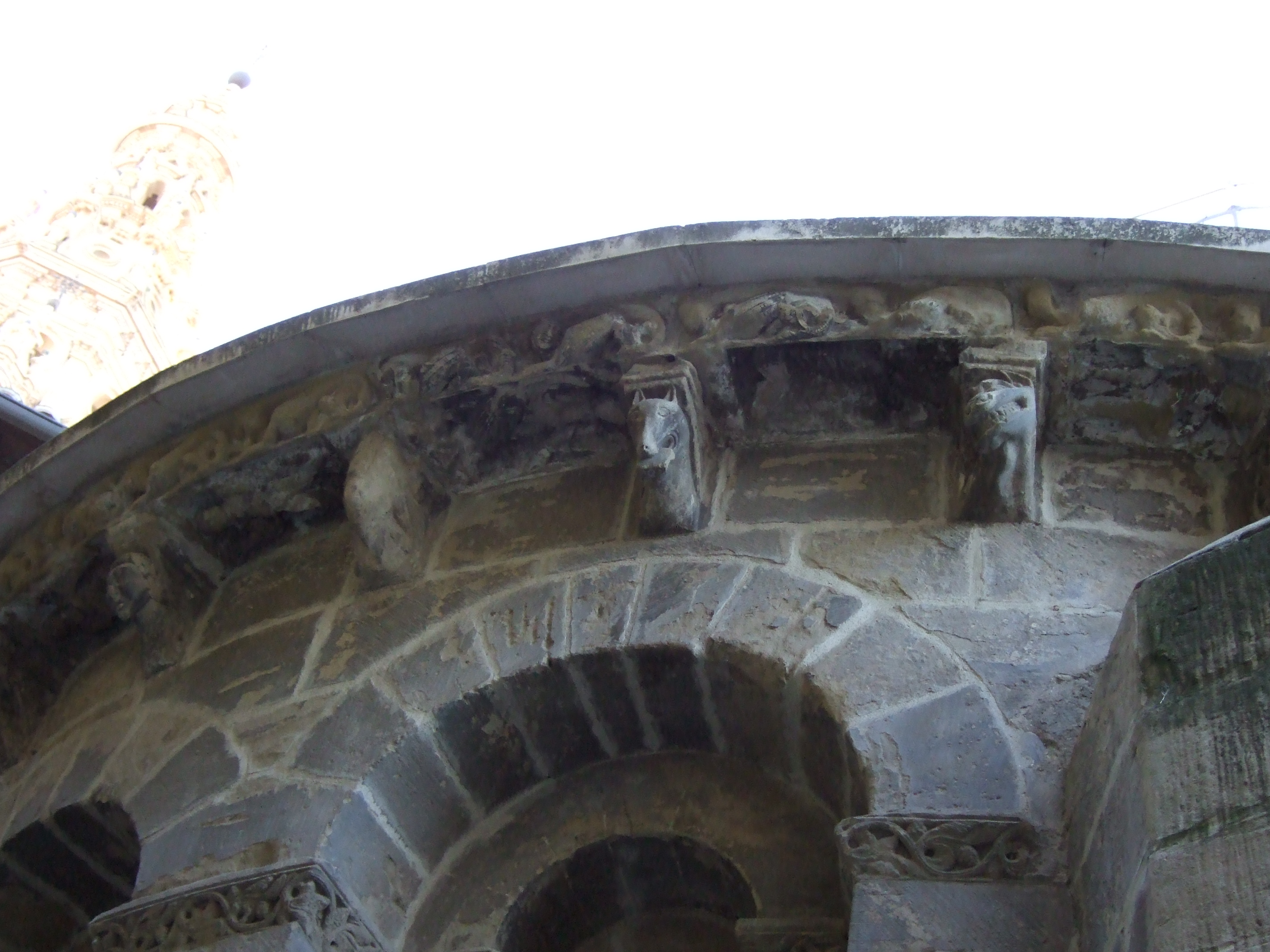
permòdols
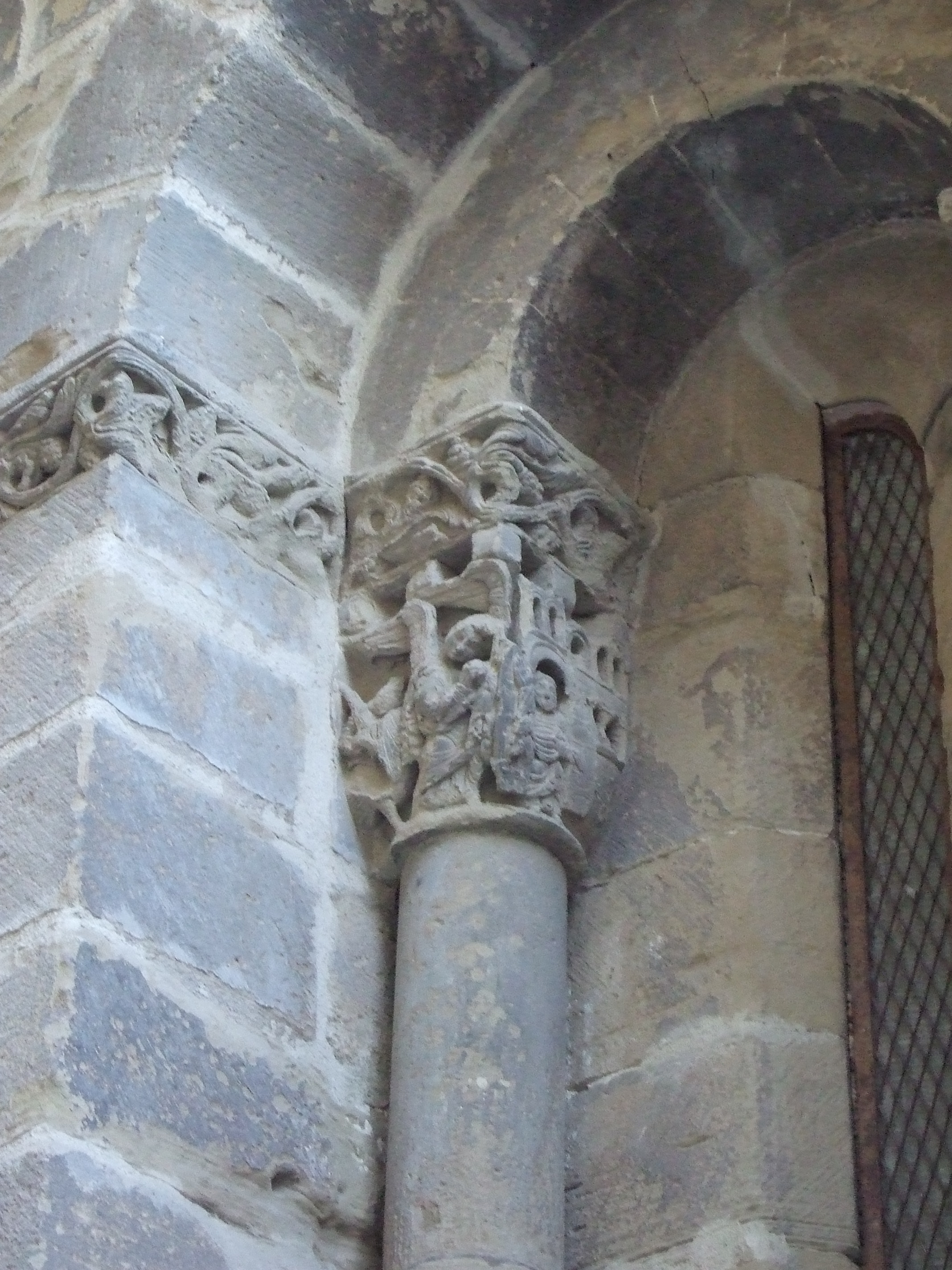
detall finestra
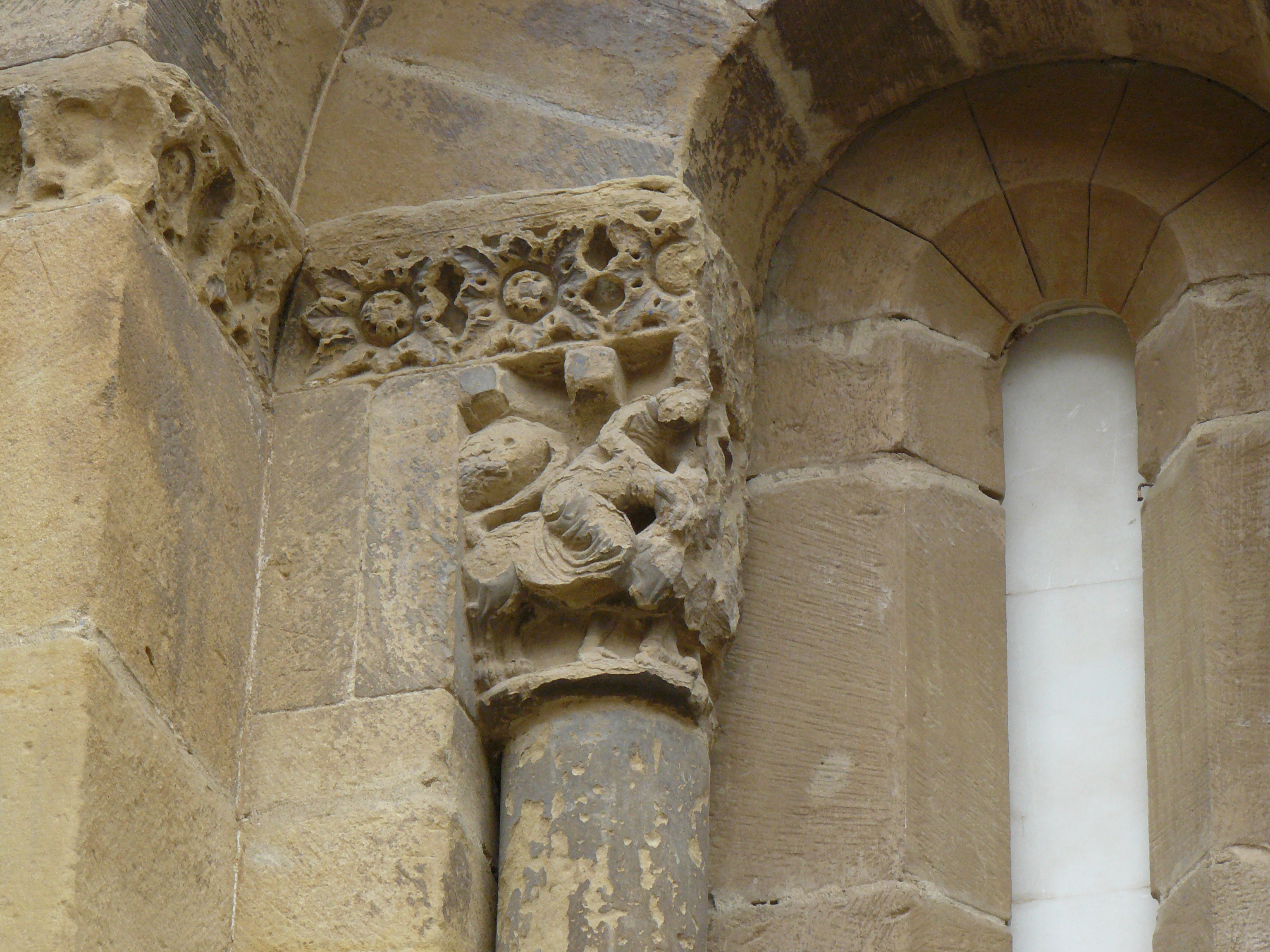
detall decoració externa
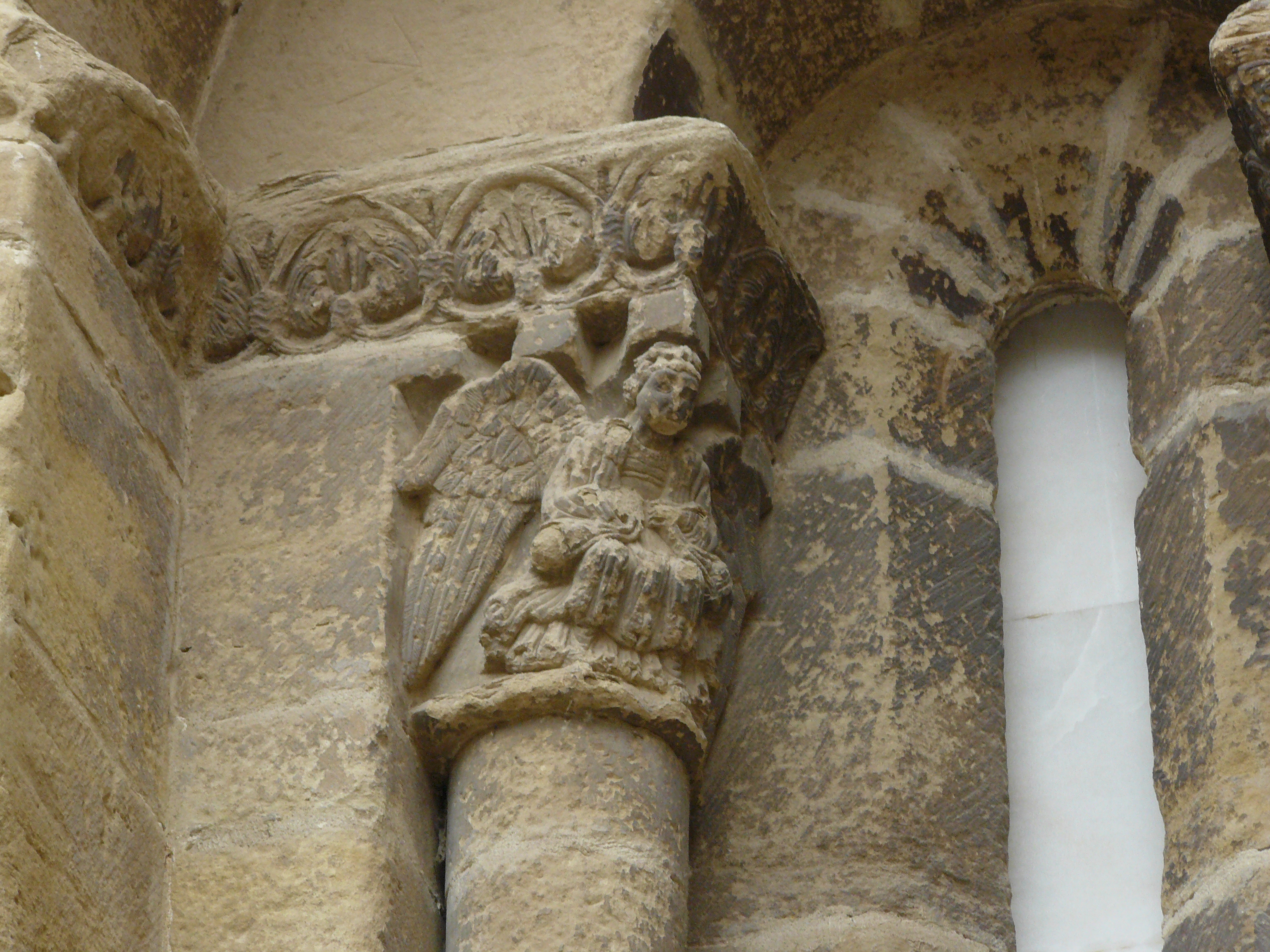
detall decoració externa

### Portada sud
La portada sud o de Santo Domingo, amb un gran arc de mig punt, que protegeix unes fornícules amb les estàtues dels patrons de la diòcesi, sant Domènec, sant Celedoni i sant Emeteri) i uns òculs circulars. Fou construïda entre 1761 i 1765.

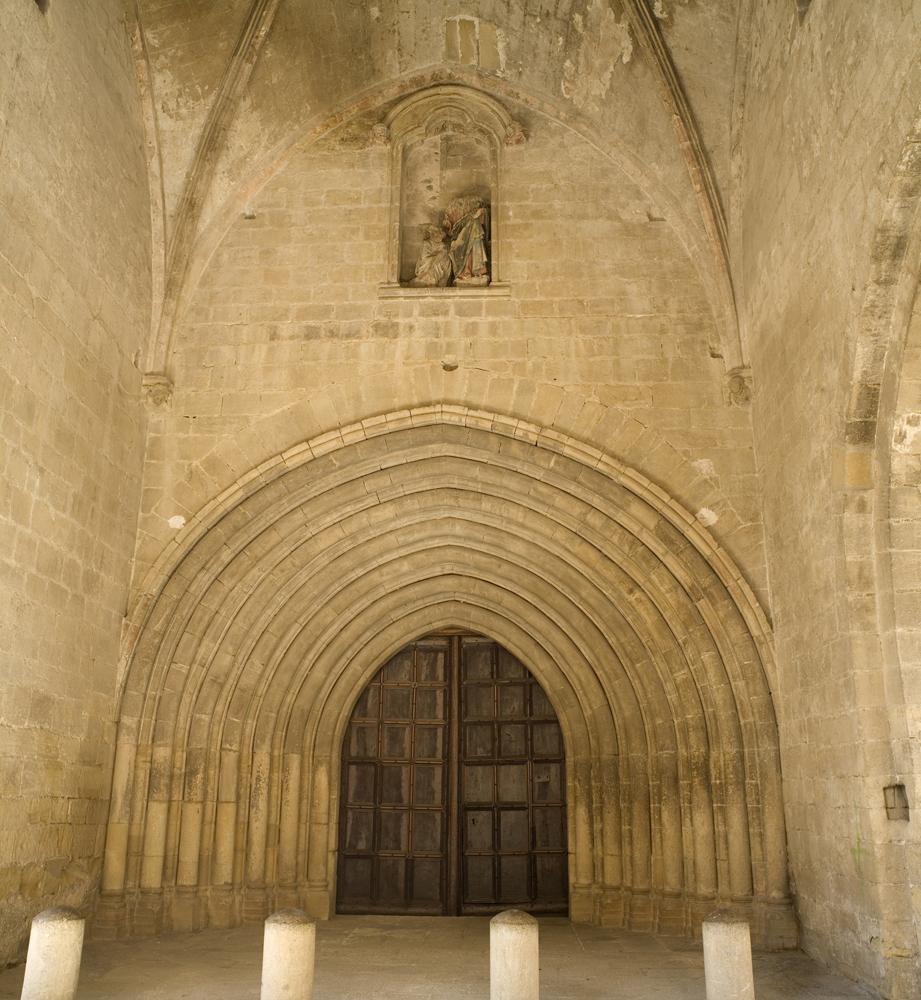
Portada occidental.
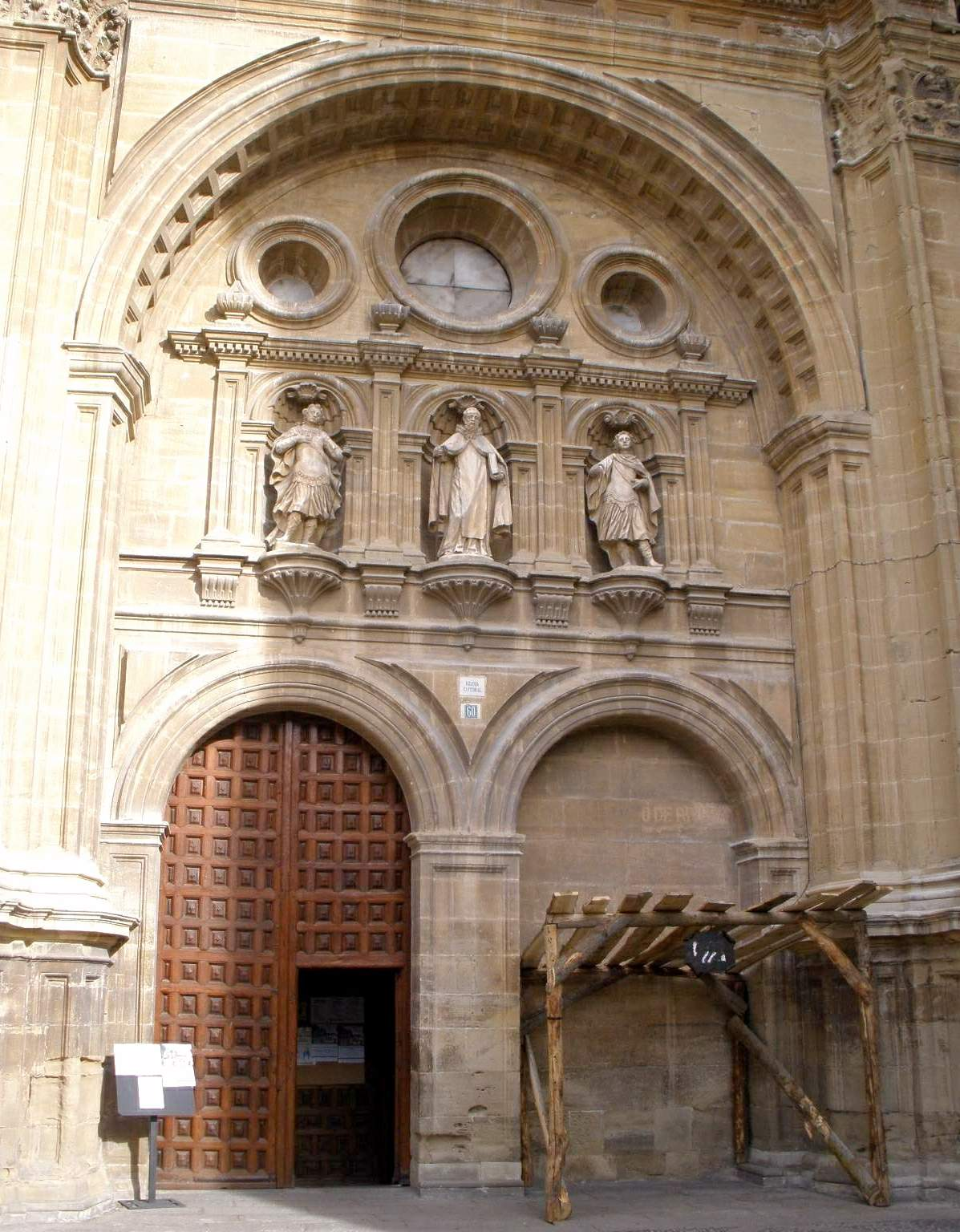
Portada sud.
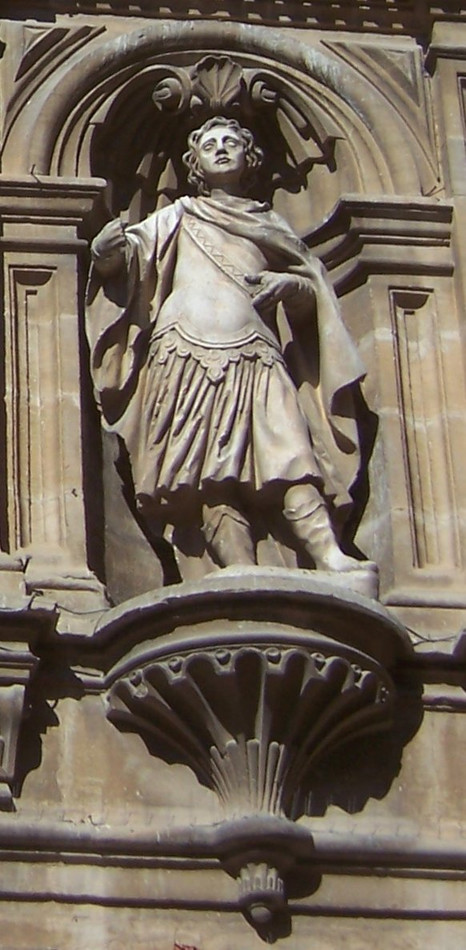
Detall escultura de Sant Celedoni, portada sud.
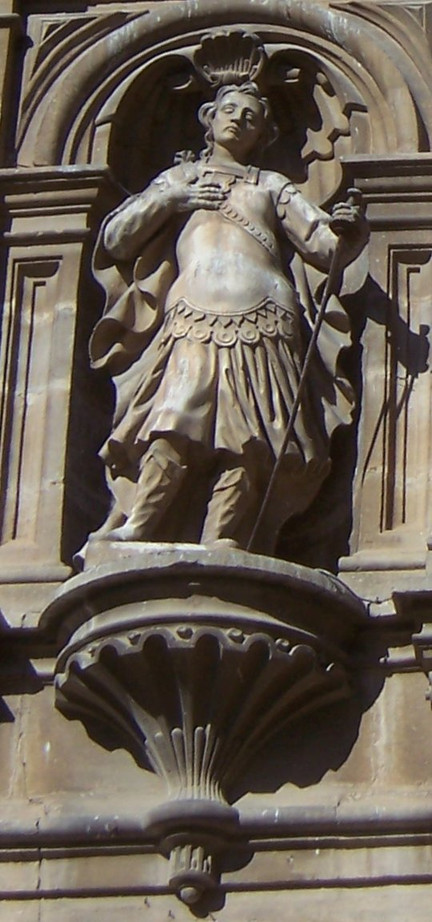
Detall escultura de Sant Emeteri, portada sud.
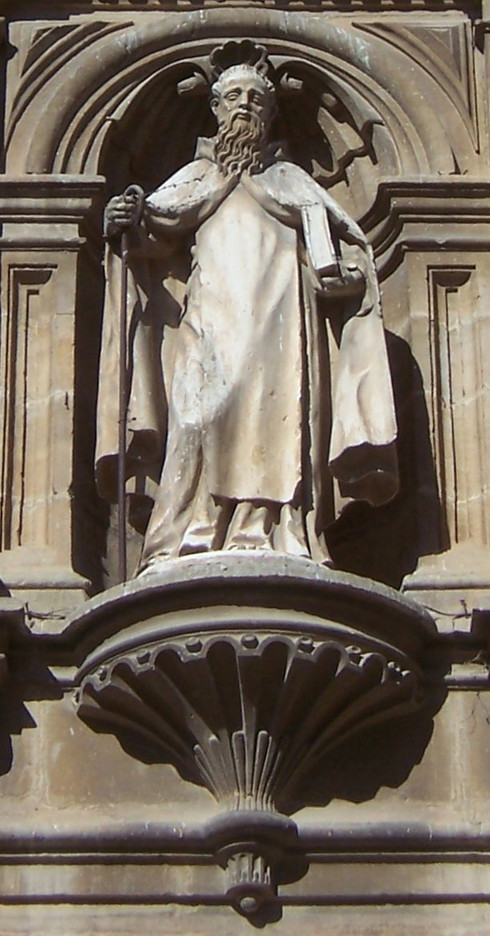
Detall escultura de Domingo García, Sant Domènec de la Calçada.
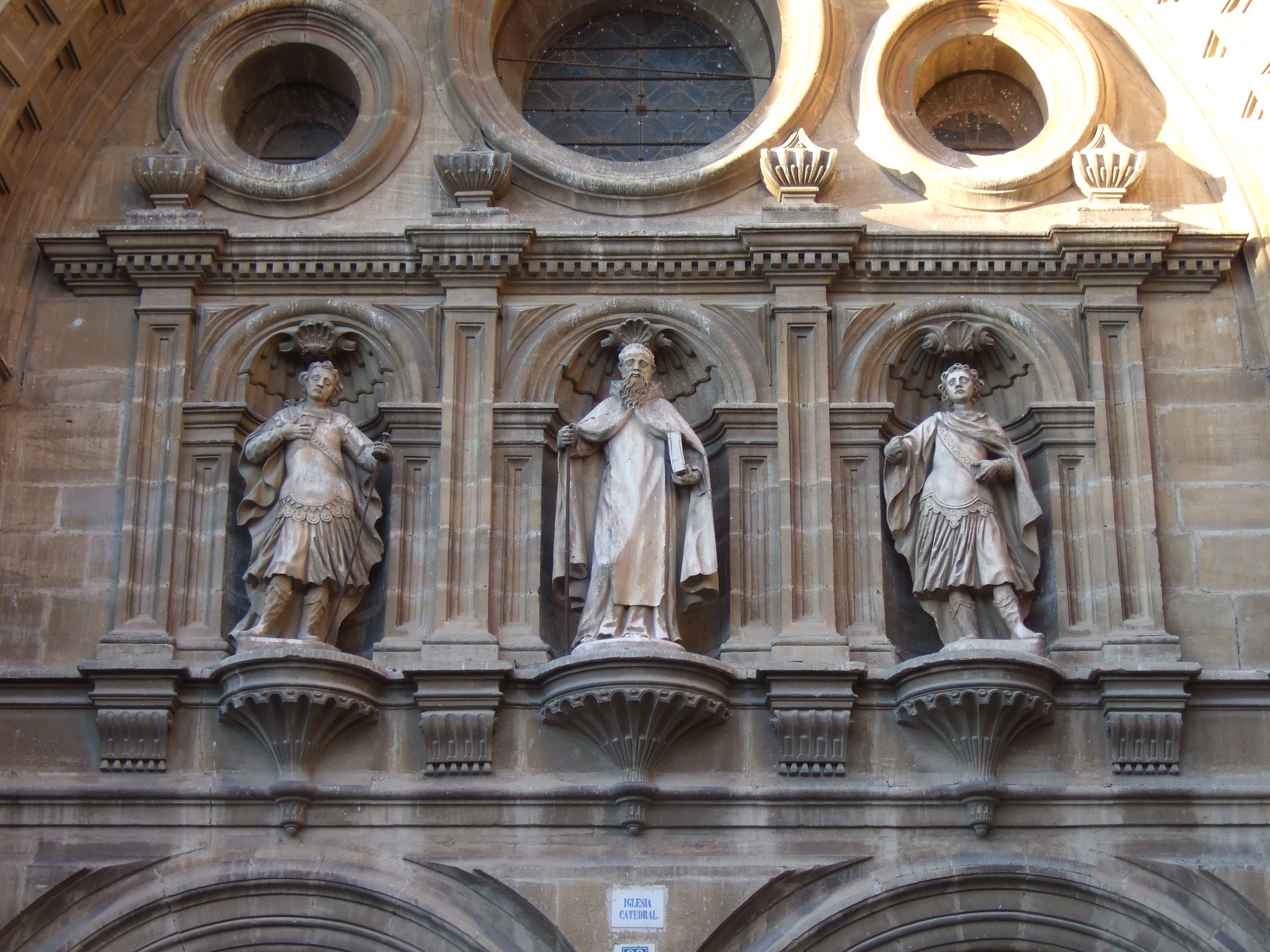
Detall de les tres escultures juntes.

### Portalada occidental
És una portalada de transició romànic-gòtica, de final del segle xiii, composta per set arquivoltes llises que, no tenen cap capitell, i que es projecten gairebé arran de terra, directament sobre les bases. Més tard per sobre la porta es construí una fornícula per posar-hi un grup escultòric, que actualment està força malmès, que representa Crist lliurant les claus a sant Pere.

### Absis
El projecte original presentava tres absis separats per llenços intermedis de la girola. Finalment només es feu l'absis central en el qual es poden observar dos contraforts exteriors, que estan en consonància amb els altres que segmenten exteriorment la girola. D'aquesta manera es té una sensació de pesadesa, cosa que feu que es primara els excessos garantits per l'estabilitat de la fàbrica.

### Torre
La catedral va tenir, al llarg de la seva història, tres torres. La primitiva romànica va ser destruïda per un incendi el 1450, la segona gòtica, va haver de ser desmuntada en amenaçar ruïna i la tercera barroca és la que actualment existeix.

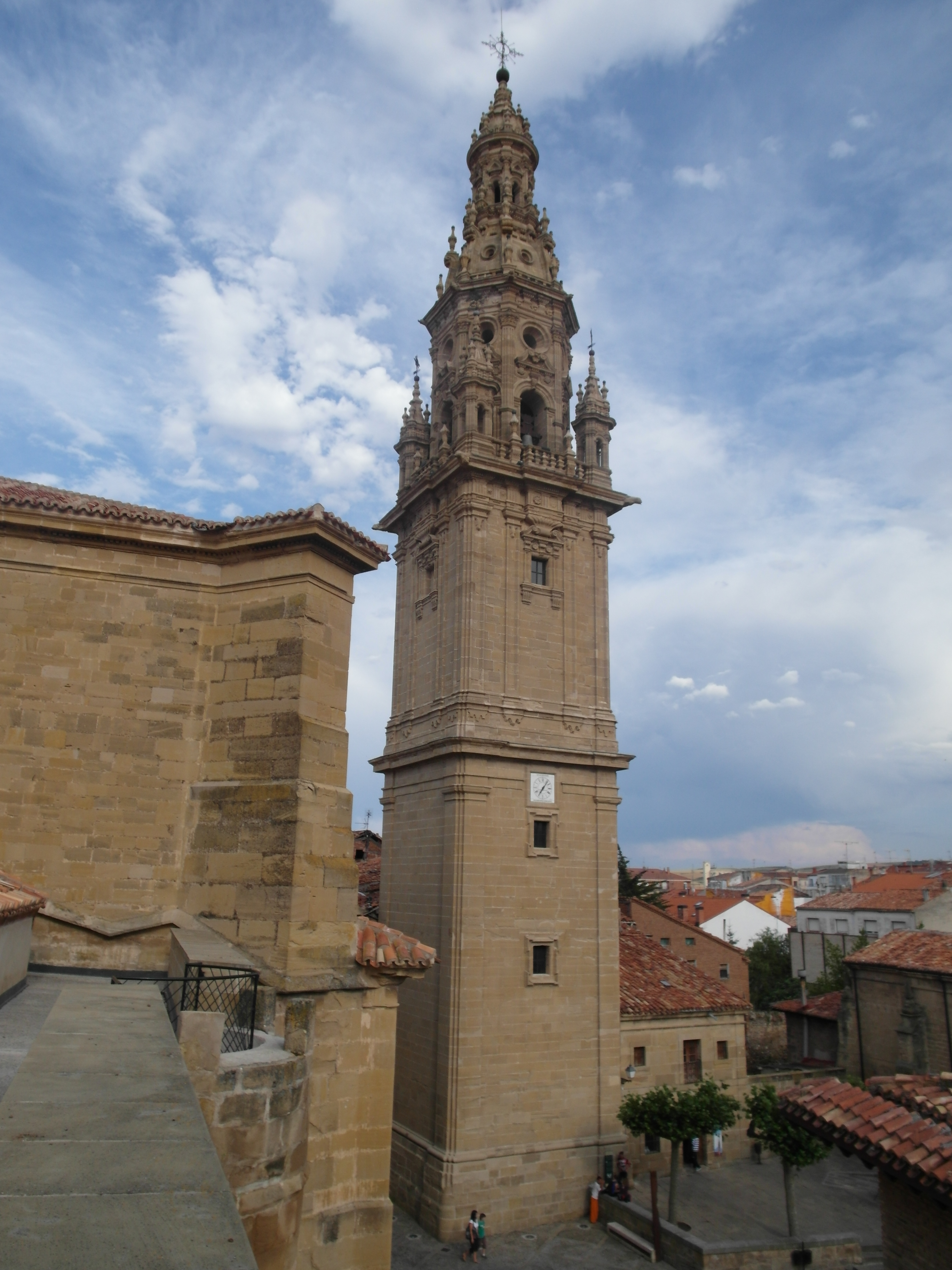
vista general
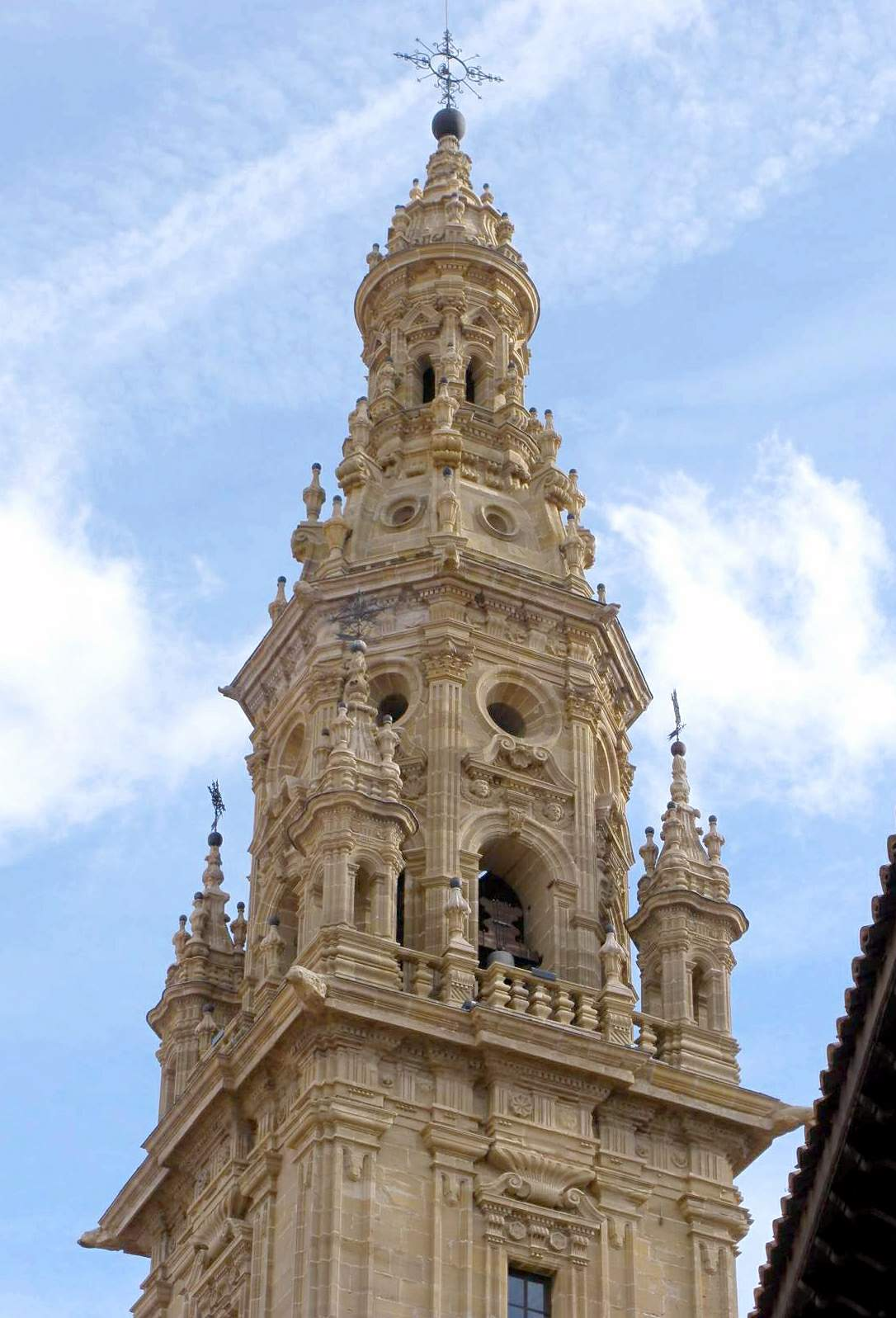
detall del campanar
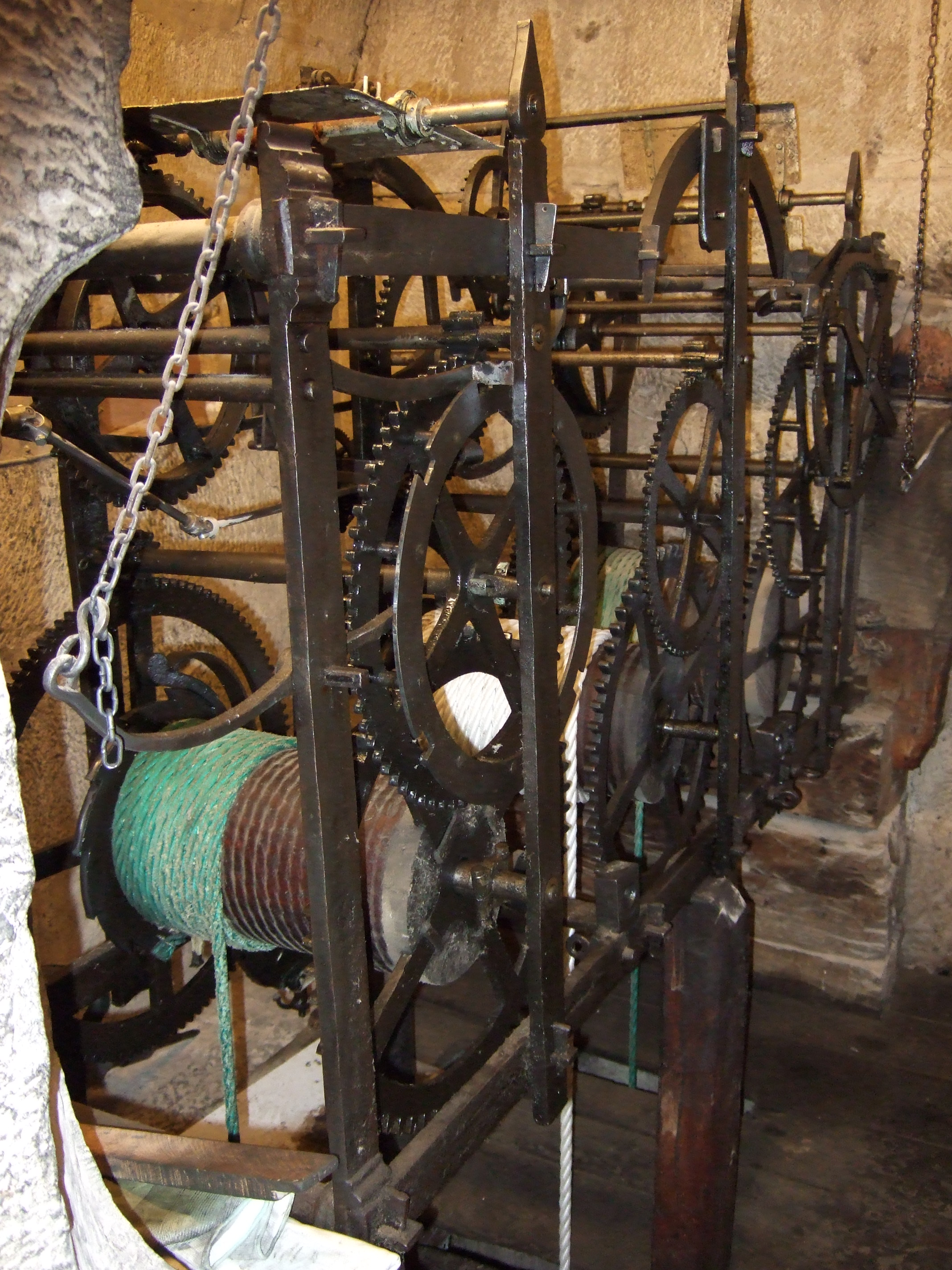
mecanismes del rellotge
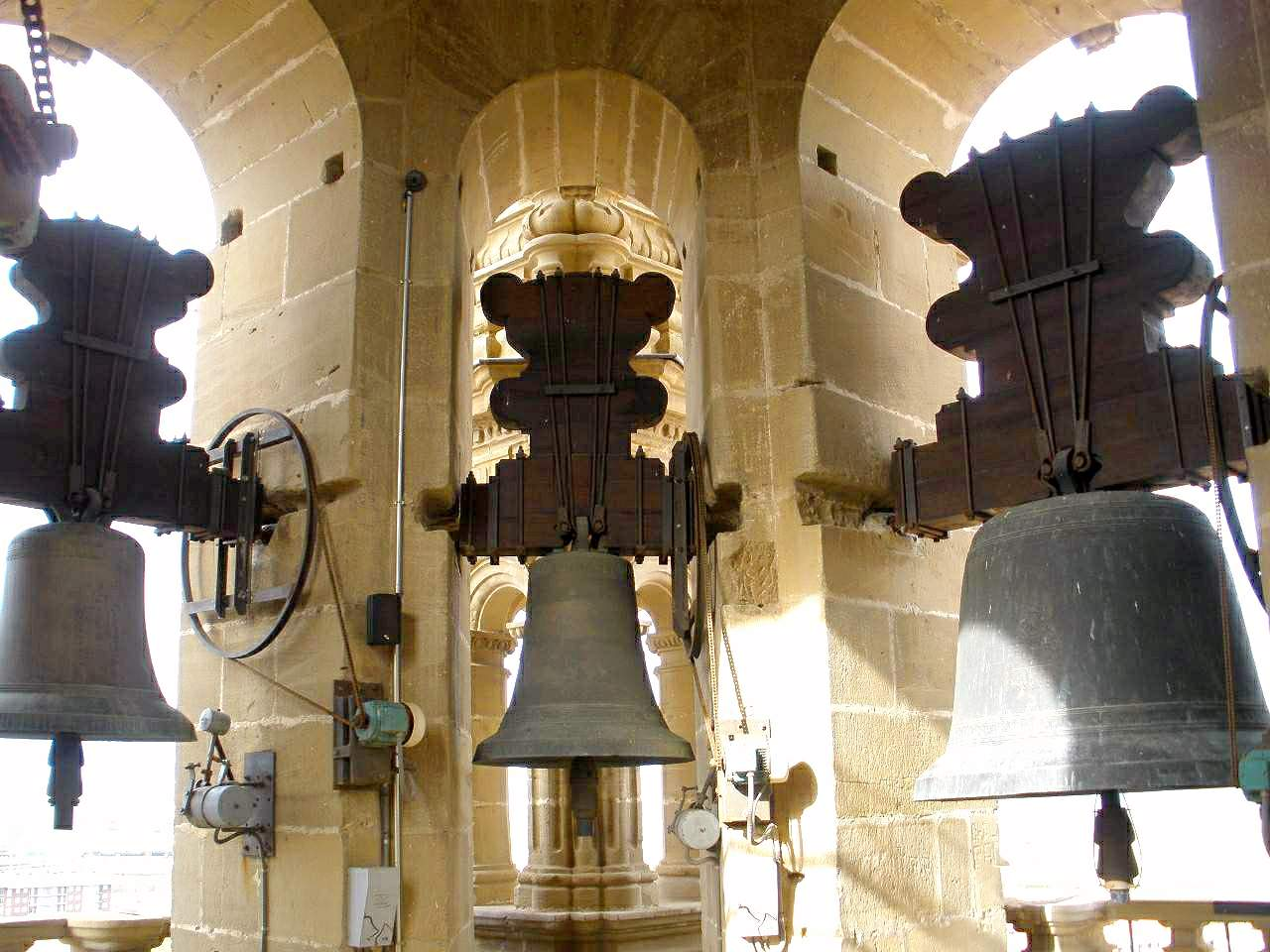
campanes

És uns dels pocs exemples a Espanya, de torre exempta (torre separada del cos principal de la catedral), és obra de Martín de Beratúa sota el patrocini del bisbe Andrés Porras i Temes el 1762, és d'estil barroc, de 70 metres d'altura i una base de 9 metres. És la torre més alta de La Rioja.
Expliquen les llegendes del lloc que el motiu de la separació de la torre del cos de la catedral es deu a trobar terrenys sorrencs que impedien fer fonaments ferms. Al final es va comptar amb un emplaçament, l'actual, al que per assegurar els fonaments es van afegir banyes de cérvols i vaques del lloc.

## L'interior

### La nau

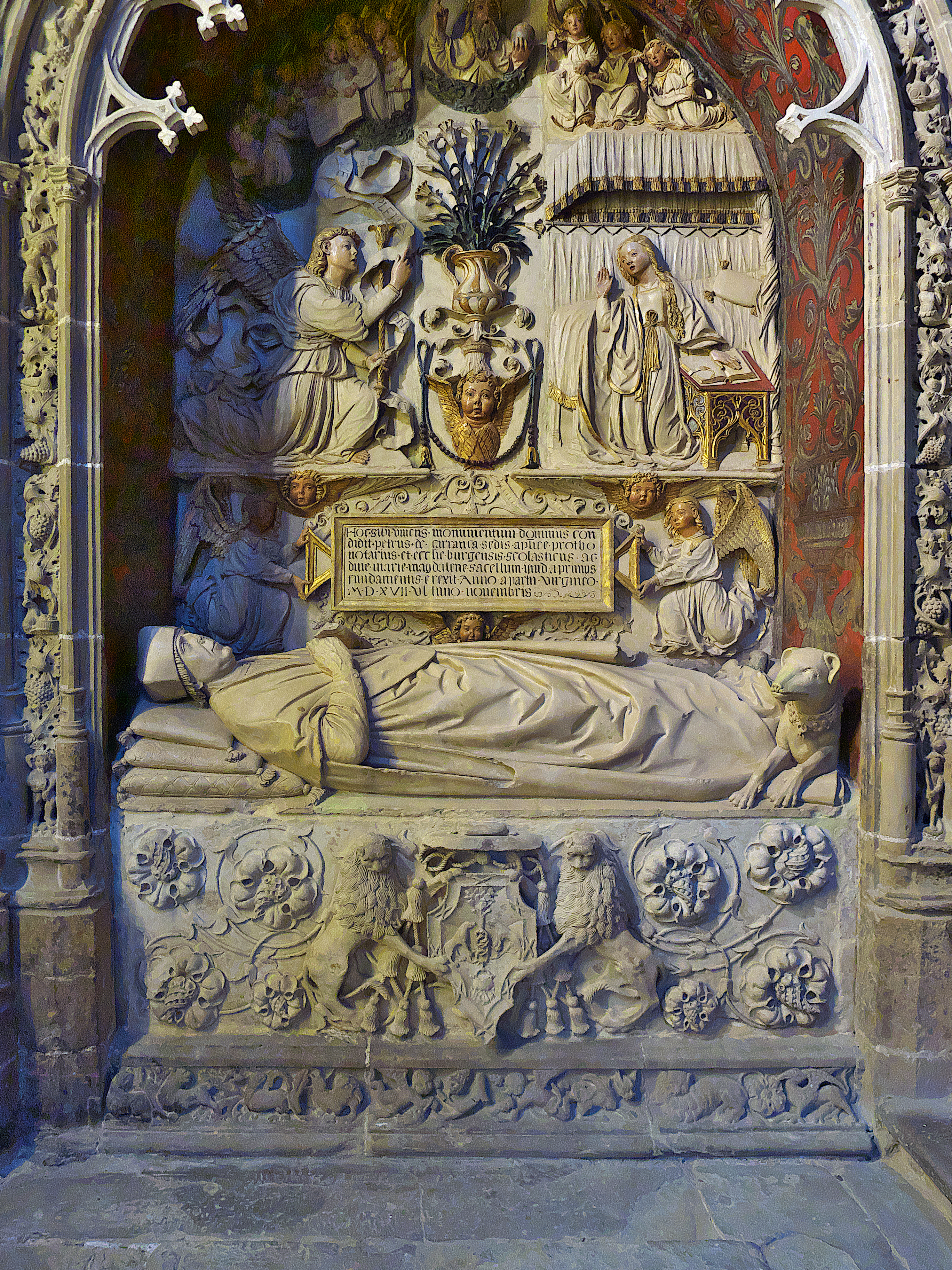
Sepulcre de Pedro de Carranza

El temple presenta tres naus, una central i dos laterals, que es comuniquen per darrere de l'altar, en la capçalera de la planta, que donen lloc a una girola. A la nau lateral detra s'afegixen més tard, entre els segles xv i xvi dues capelles laterals (Capella de Hermosilla, on es troba la coneguda «Tabla de los Milagros», i la Capella de Sant Joan Baptista o de Santa Teresa); així com una altra capella (datada la segle xvii) amb pica baptismal que farà de baptisteri.
Com que la planta és de creu llatina existeix creuer i en l'altar major es disposa en el lateral esquerre del creuer, igual que el retaule obra de Damià Forment, mirant a la porta sud de la cocatedral i al costat del creuer on s'instal·là l'accés a la cripta del Sant i el galliner.
L'espai està a més dividit en cinc crugies i la girola. Les diverses naus i capelles es cobreixen amb voltes de creueria.

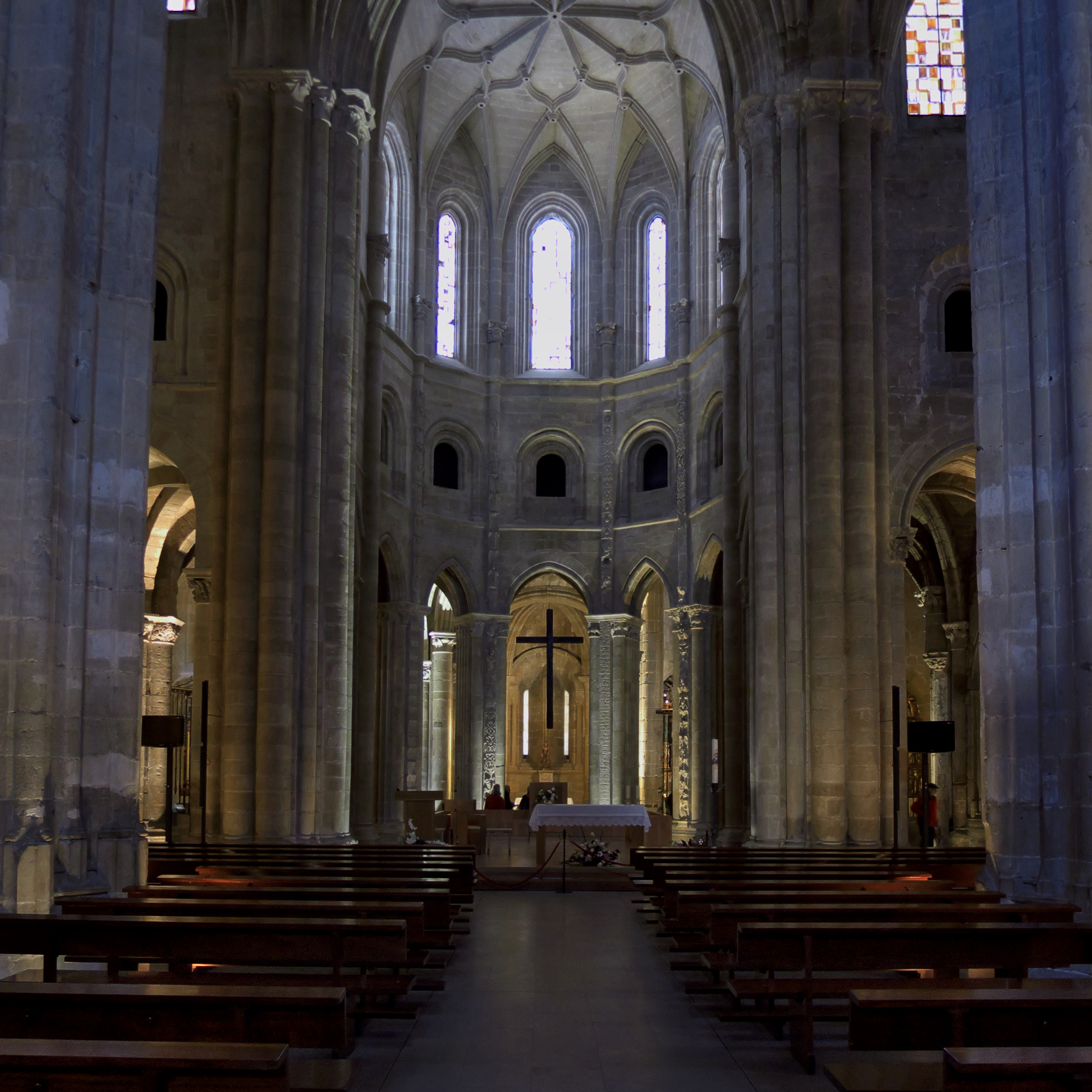
Nau central
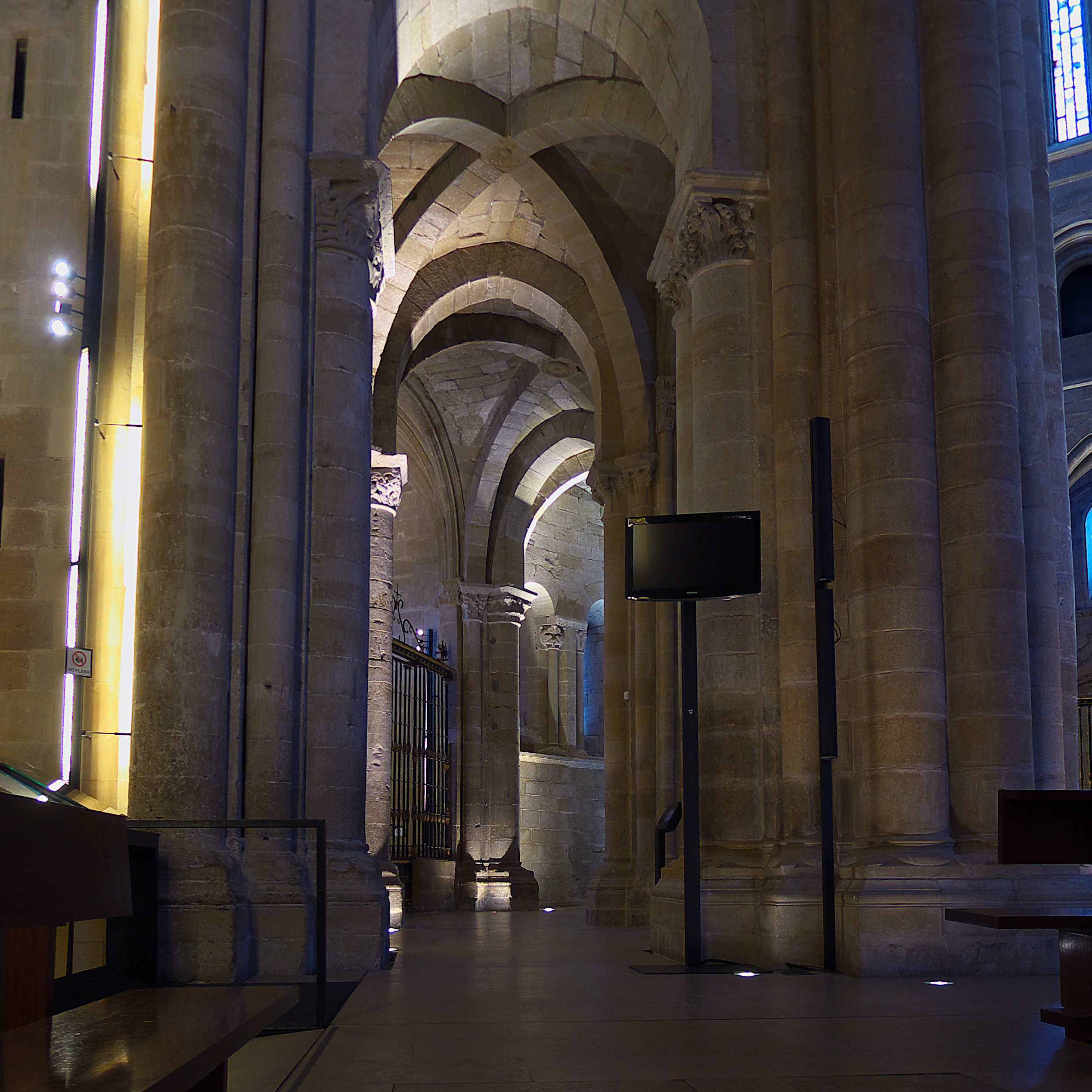
Girola
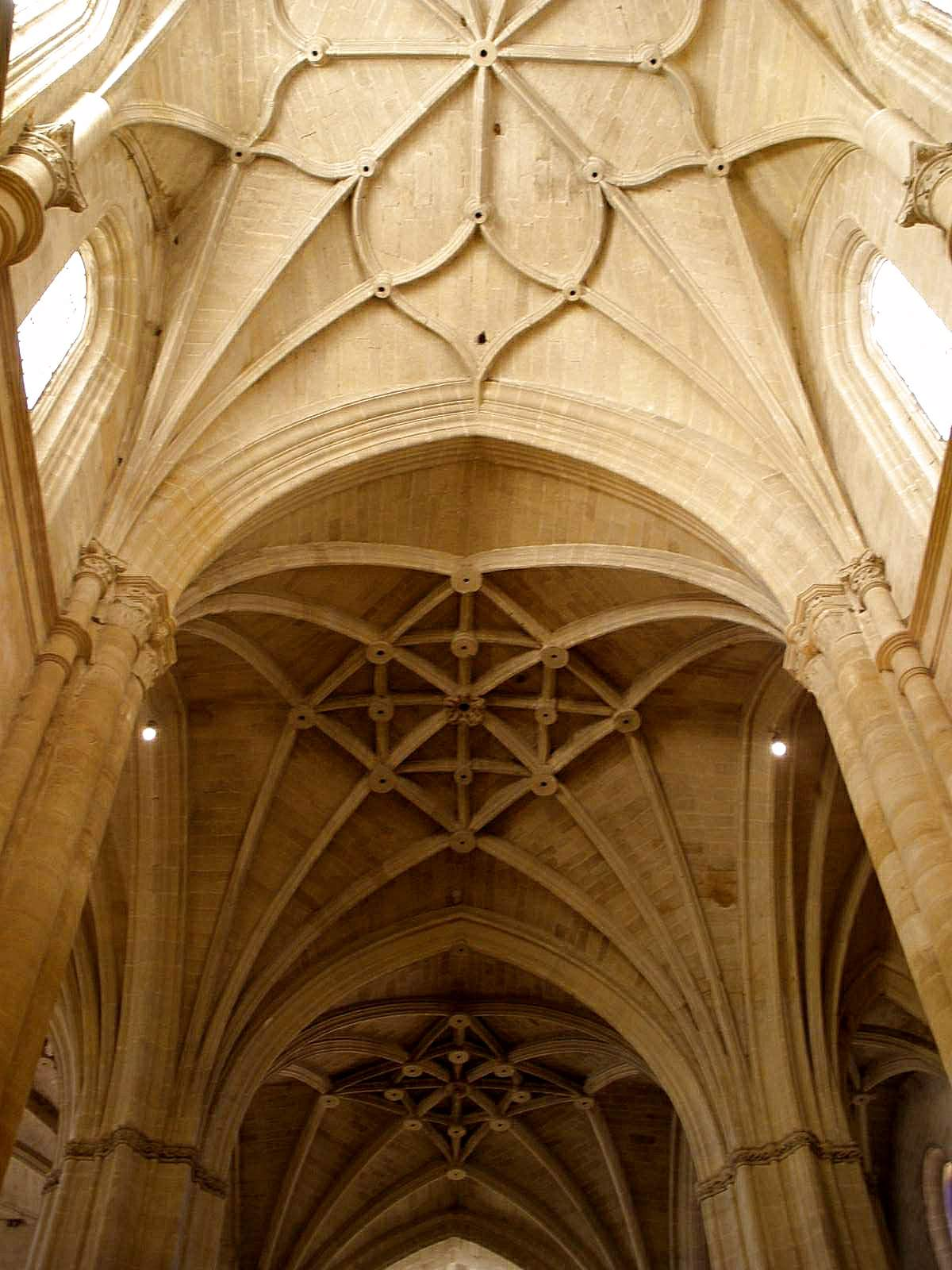
volta de les naus
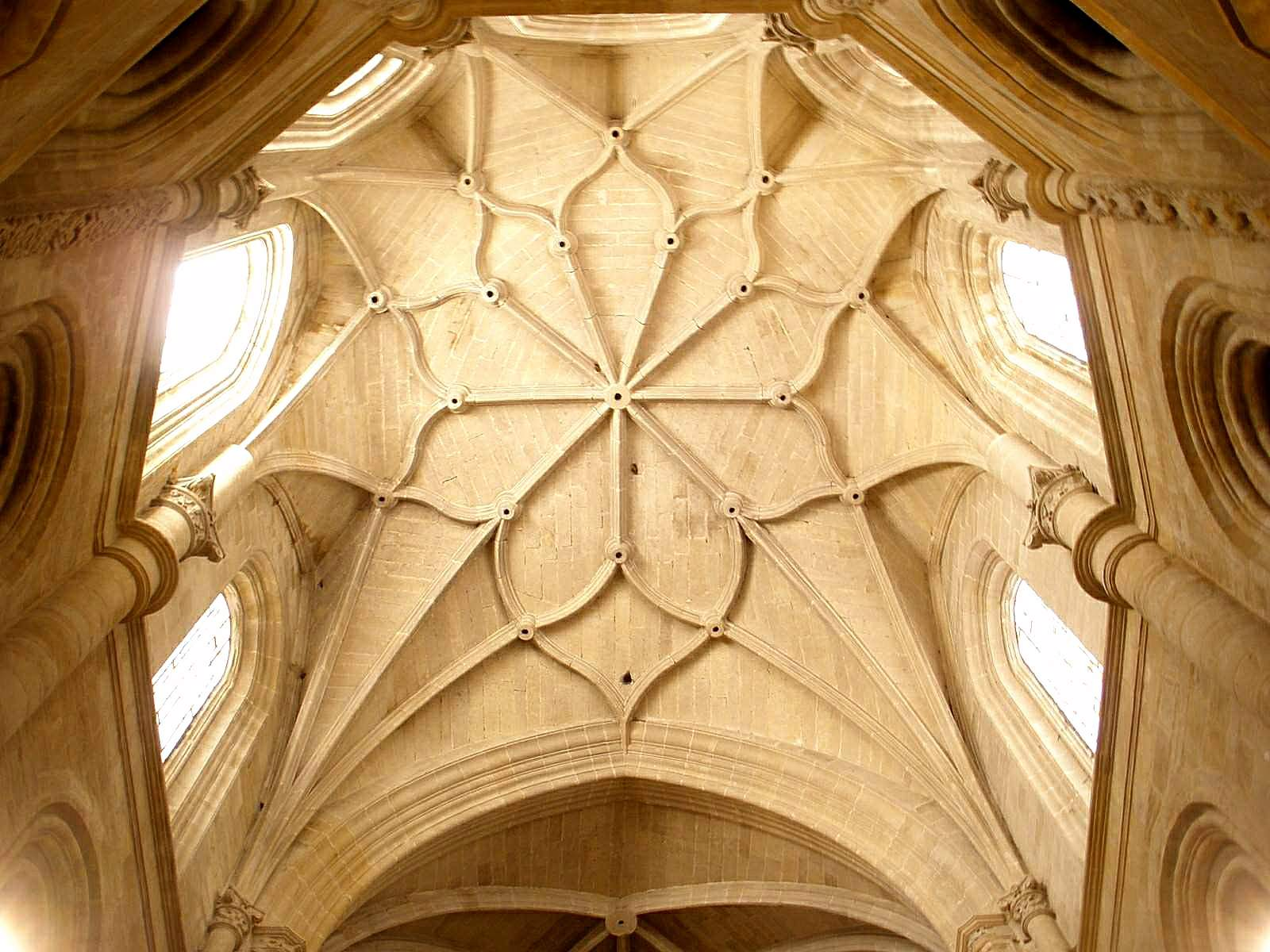
Volta del creuer
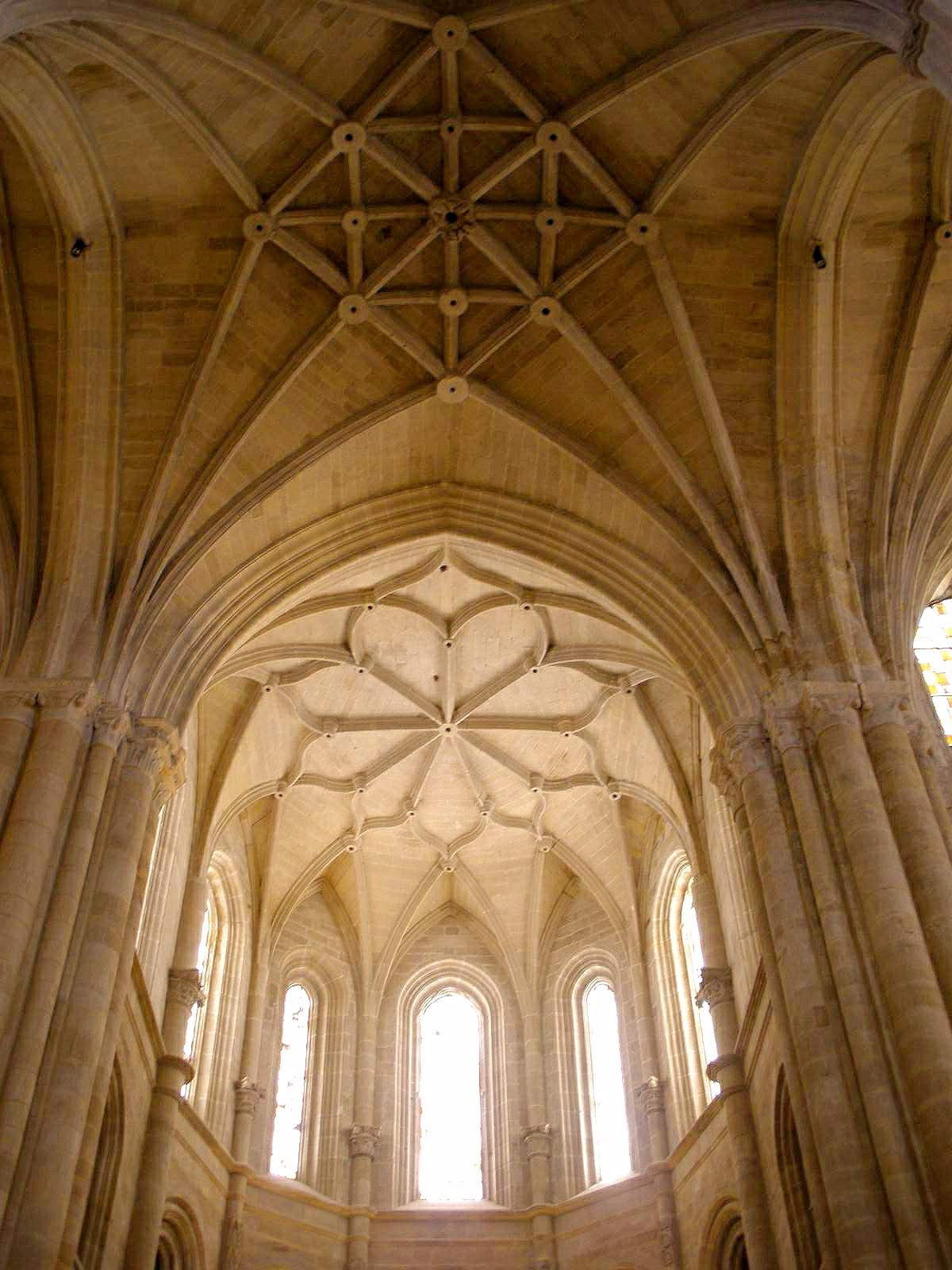
Volta capçalera

### El retaule

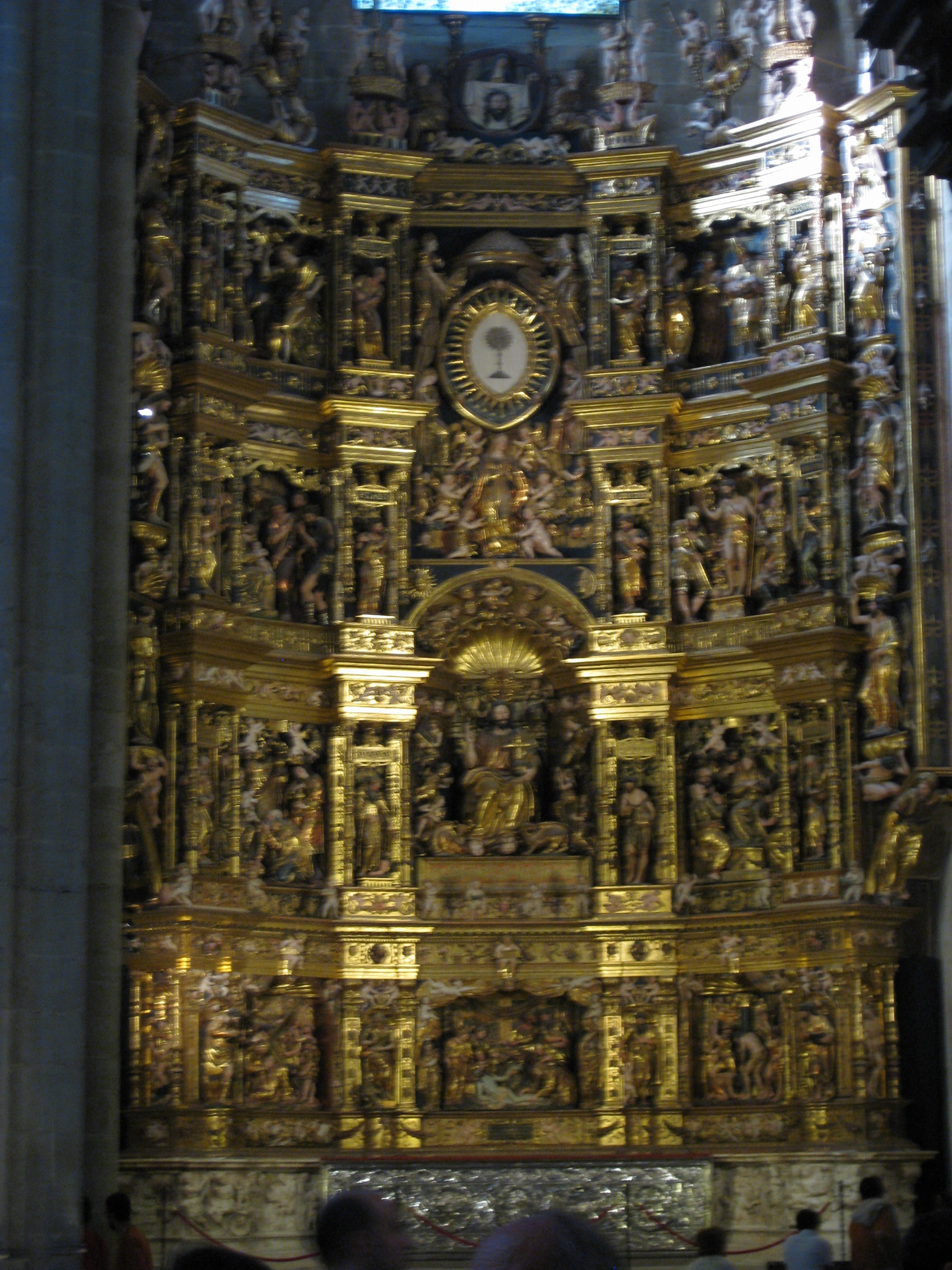
Retaule Major

L'escultor del renaixement, Damià Forment, va deixar a la catedral una de les seves més grandioses obres, la del retaule major, actualment al creuer nord de la catedral. A la part inferior, anomenada sòcol, hi ha les úniques traces d'alabastre, però gran part de l' obra la va realitzar en alabastre (retaule del Pilar de Saragossa, retaule del Monestir de Poblet). De nou metres d'ample i tretze d'alt, encara que va morir el 1540, va deixar pràcticament acabada l'obra. La policromia és obra d'Andrés de Melgar. Destaca la presència de temes mitològics: tritons, sàtirs, nereides i centaures.
Després de la reforma del sòl de la Catedral el 2009 s'hi va instal·lar al costat del retaule una pantalla tàctil interactiva que permet al visitant veure amb detall qualsevol element del retaule gràcies a una fotografia d'alta definició. També s'hi va instal·lar un sistema de projecció audiovisual sobre el mateix retaule que en mostra la història de la construcció narrada pel mateix Damià Forment.

### El Galliner
Construït cap a 1460, és una obra gòtica en pedra policromada que alberga una parella peculiar: un gall i una gallina blancs.
Se situa en el braç dret del transsepte, al costat de l'Eepístola  (sud), enfront de la tomba de Santo Domingo de la Calçada. És el testimoniatge viu i permanent de l'ajuda que dona el sant als pelegrins. Recorda el cèlebre miracle que va propagar el nom de Santo Domingo de la Calçada per tots els camins del pelegrinatge mitjançant la famosa dita: «Santo Domingo de la Calçada, on va cantar la gallina després de rostida.»
Existeix un document en l'arxiu de la catedral, datat el 6 d'octubre de 1350, que testifica l'existència de les gallinàcies. És una butlla del papa d'Avinyó Avinyó, Clement VI en la qual s'estableixen indulgències per als fidels que ajudessin al culte de la catedral, que assistissin als oficis divins o que «miressin el gall i la gallina que hi ha a l'església».
Les dues aus són reemplaçades mensualment pels voluntaris de la confraria de Santo Domingo.

## Claustre
L'actual claustre és fruit d'una reforma realitzada el 1340 pel bisbe Juan del Pino. De fàbrica de pedra i maó, està cobert amb voltes de creueria, vuit per cada crugia o galeria. No acabaren ací les modificacions que patí el claustre, sinó que entre els segles xv i xvi es van afegir als murs i entre els vans una sèrie de capelles que pràcticament van tancar el pati. Per l'escàs valor artístic s'eliminaren pràcticament totes quan es va restaurar entre 1984 i 1987. A la galeria oriental s'obre la sala capitular, construïda sota el mandat del bisbe del Pino i reformada al de Pedro González de Mendoza, a la segona meitat del segle xv. És en eixe moment quan es cobreix amb un alfarje mudèjar decorat amb motius vegetals i les armes del patrocinador. La sostrada va ser descoberta durant la restauració del 1992, oculta per uns revoltons de guix i un cel ras. Actualment el claustre acull l'exposició de la catedral.

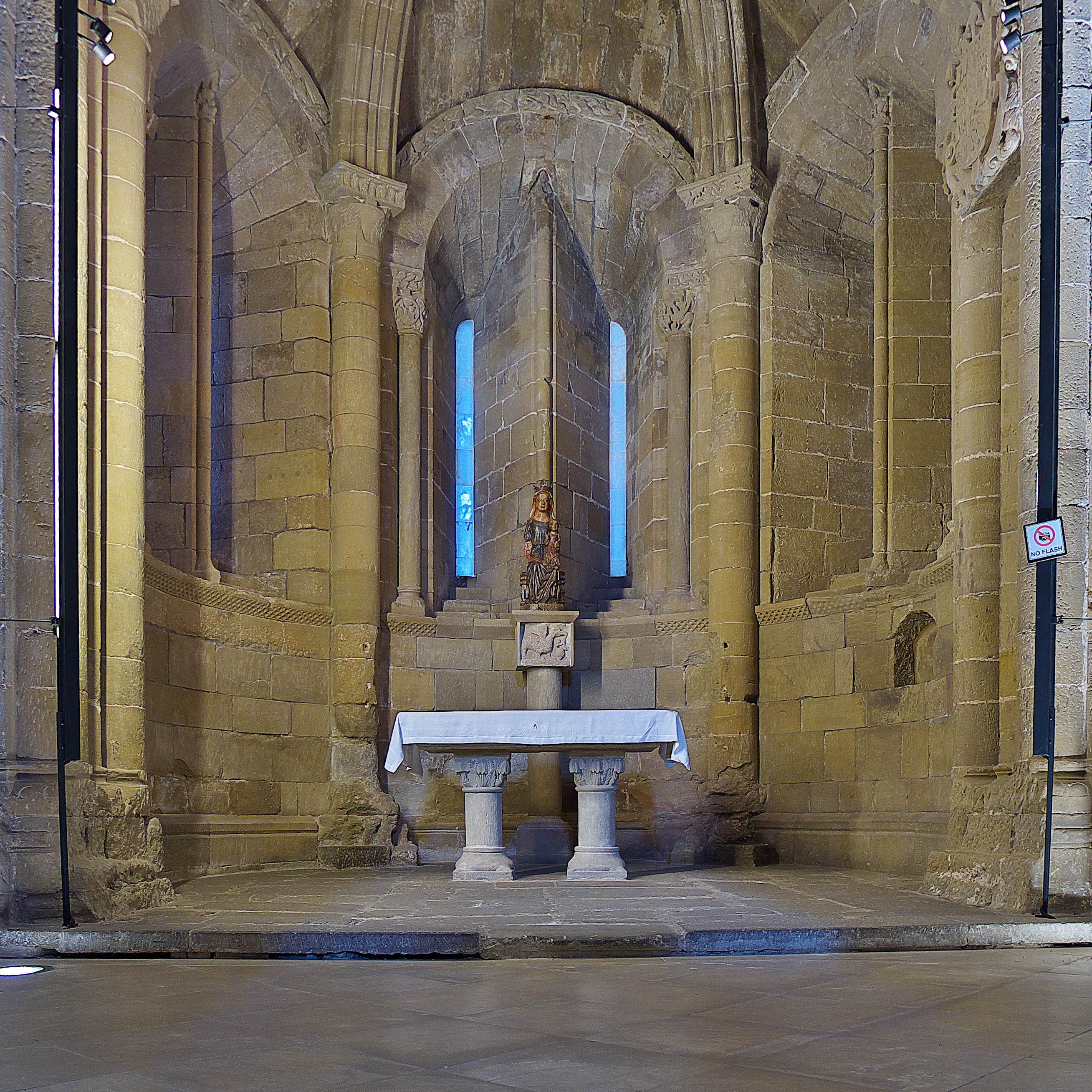
Absis central
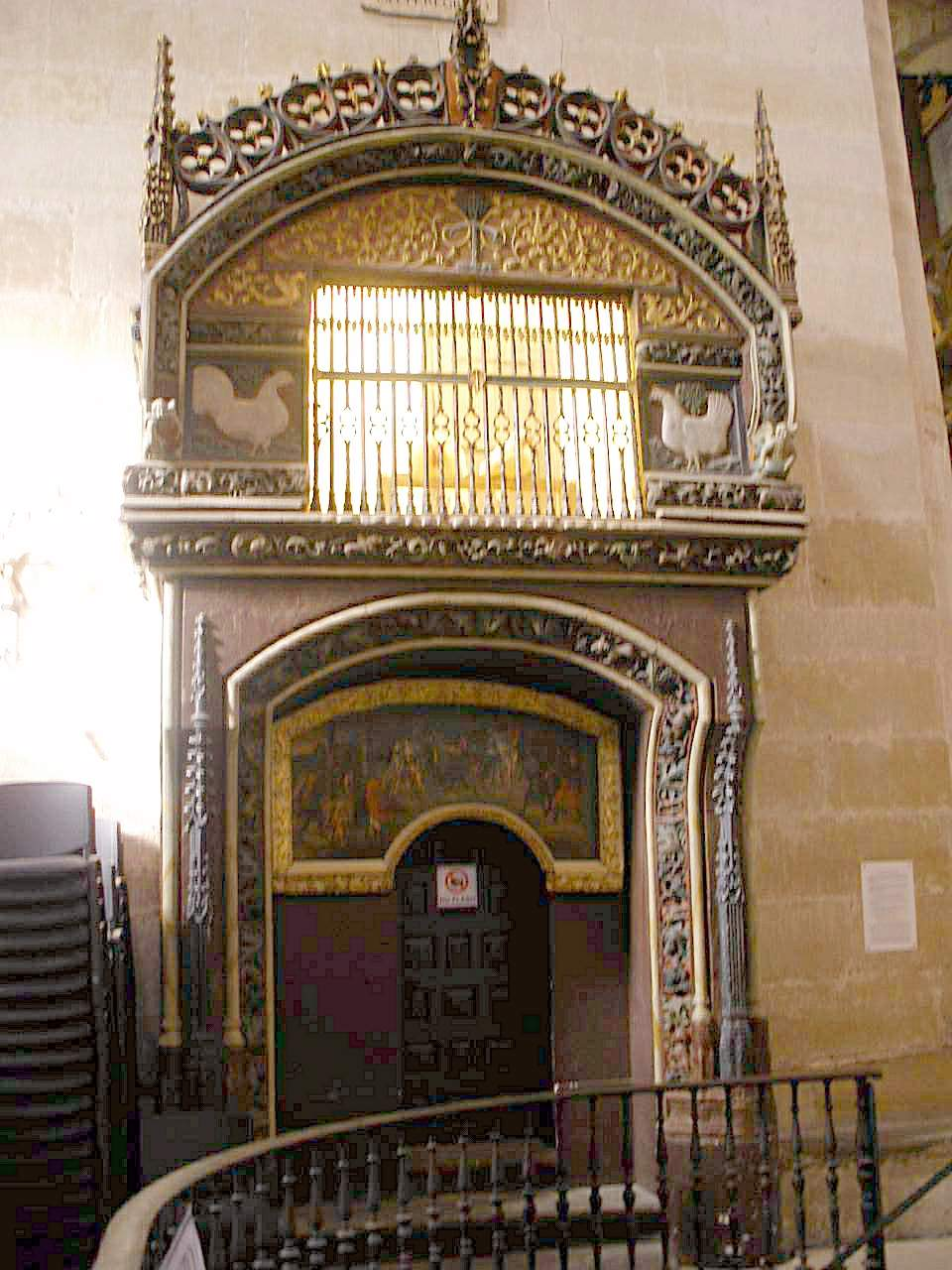
Galliner i baixada a la cripta
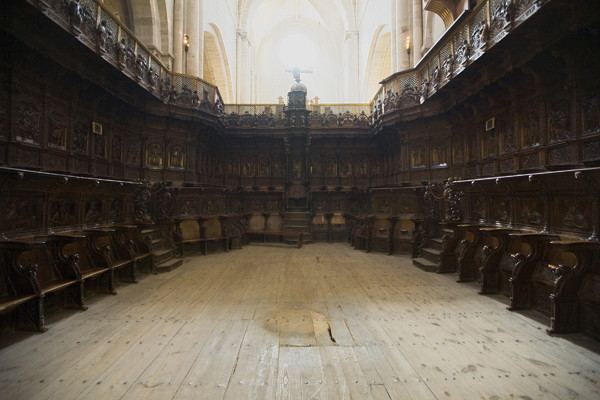
Cor de fusta

## La peregrinació a Compostel·la
La catedral de Santo Domingo de la Calçada és una de la parades obligatòries per a tot pelegrí que viatja cap a Santiago de Compostel·la a través del Camí de Santiago francès.